# Kurt Eggers
Kurt Adolf Ludwig Eggers (* 10. November 1905 in Schöneberg (bei Berlin); † 12. August 1943 in Klenowoje bei Belgorod) war ein deutscher nationalsozialistischer Schriftsteller und Kulturpolitiker.

## Leben
Kurt Eggers wurde als Sohn eines Bankbeamten geboren. 1917 verweigerte ihm sein Vater die Erlaubnis zum Eintritt in eine 
Kadettenschule und schickte ihn stattdessen auf ein Schulschiff. Eigenen Angaben zufolge brachte Eggers dem Schiffskommandanten große Bewunderung entgegen und übernahm dessen antisemitische Ansichten. Der Kommandant schloss sich im Januar 1919 mit einigen Kadetten, darunter Eggers, der Garde-Kavallerie-Schützen-Division an, die sich an der Niederschlagung des kommunistischen Spartakusaufstandes beteiligte und die Ermordung von Karl Liebknecht und Rosa Luxemburg durchführte. Danach trat er dem Deutschvölkischen Schutz- und Trutzbund bei und beteiligte sich 1920 zusammen mit seinem ehemaligen Schiffskommandanten am Kapp-Lüttwitz-Putsch. 1921 gehörte er dem Freikorps Schwarze Schar Bergerhoff an, das an der Erstürmung des St. Annabergs teilnahm. Eggers hohe Gewaltbereitschaft vor allem Juden gegenüber brachte ihm in der Schule den Beinamen „Eggers, der Judentöter“ ein.
Wegen seiner Teilnahme an der Abwehr der Aufstände in Oberschlesien wurde er wegen „Bummelei“ der Schule verwiesen und wurde kurzzeitig Gutsarbeiter. 1924 diente er im 3. Artillerie-Regiment der Reichswehr in Frankfurt (Oder), bevor er in Berlin das Abitur nachholte. Danach studierte er Sanskrit, Archäologie, Philosophie und Evangelische Theologie an der Universität Rostock, Berlin und Göttingen. 1927 wurde er Mitglied des Corps Vandalia Rostock. Nach dem theologischen Examen wirkte er als Vikar in Neustrelitz und als Hilfspfarrer in Berlin; er trat jedoch 1931 aus der evangelischen Kirche aus und widmete sich dem Schreiben.
Durch den leidenschaftlichen Nationalismus in seinen frühen Werken kam er bald mit nationalsozialistischen Kreisen in Berührung, die ihn zum Mitglied im Goebbelsschen Dichterkreis machten. 1933 leitete Eggers den „Reichssender Leipzig“, und 1936 die Abteilung „Feiergestaltung“ im Rasse- und Siedlungshauptamt der SS. In dieser Eigenschaft war Eggers Autor zahlreicher Dramen, Hör- und Singspiele, völkischer Geschichten, Wander- und Soldatenlieder sowie Sprechchöre für kultische Feiern. Besonders Ulrich von Hutten inspirierte zahlreiche seiner Bücher. Viele seiner Werke erschienen im SS-eigenen Nordland-Verlag. Eggers Texte offenbaren die rassistische und antisemitische Einstellung des Autors: 
„Jede wertvolle Rasse trägt das Bewußtsein ihres Herrentums in der Brust, und nichts ist natürlicher, als daß die wahren Herrenrassen zur Entfaltung der ihnen gemäßen Macht drängen wie die Blume zum Lichte. Daß bei dem Werdeprozeß dieser Entfaltung Minderwertiges aus dem Wege gestoßen wird, ist nur natürlich und darum berechtigt. Die Schuld liegt nicht in der vermeintlichen Brutalität des Wachsenden, sondern in der Schwäche und Widerstandslosigkeit des Vergehenden.“
Eggers trat zum 1. Mai 1937 der NSDAP bei (Mitgliedsnummer 3.953.817). Nach dem Überfall auf Polen am 1. September 1939 meldete er sich seinem „kriegerischen Ideal“ folgend als Reserveoffizier an die Front und trat der Waffen-SS bei (SS-Nummer 273.203). Als Kompaniechef einer Panzerkompanie diente er in der 5. SS-Panzer-Division „Wiking“, bis er am 12. August 1943 während der Belgorod-Charkower Operation im Alter von 37 Jahren fiel. Am 31. Oktober 1943 wurde die Propaganda-Standarte, in der ihre Kriegsberichterstatter zusammengefasst waren, in SS-Standarte Kurt Eggers umbenannt. Bei der Gedenkfeier zu seinem Tod las Eggers’ Freund Heinrich George aus dessen Werken. 
Nach dem Zweiten Weltkrieg wurden zahlreiche von Eggers verfasste und herausgegebene Schriften in der Sowjetischen Besatzungszone und in der Deutschen Demokratischen Republik auf die Liste der auszusondernden Literatur gesetzt. Eggers entfaltet noch heute Wirkung, da er gegenwärtigen Rechtsextremisten als Motivation für eine bedingungslos kämpferische Haltung dient.

## Familie
Seit 1933 war Kurt Eggers mit Traute Kaiser verheiratet. Der Ehe entsprangen die Söhne Wolf, Jens und Götz. Der rechtsextreme DVU-Politiker, Autor und Journalist Sven Eggers ist sein Enkel.

## Schriften
- Annaberg, 1933
- Vom mutigen Leben und tapferen Sterben, 1933
- Das Spiel von Job dem Deutschen. Ein Mysterium, 1933
- Hutten. Roman eines Deutschen, 1934
- Deutsche Gedichte, 1934
- Das große Wandern. Ein Spiel vom ewigen deutschen Schicksal, 1934
- Rom gegen Reich. Ein Kapitel deutscher Geschichte um Bismarck, 1935
- Tagebuch einer frohen Fahrt ..., 1935
- Revolution um Luther (Musik von Fritz Büchtger), 1935
- Von der Heimat und ihren Frauen, 1935
- Herz im Osten. Der Roman Li Taipes, des Dichters, 1935
- Schicksalsbrüder. Gedichte und Gesänge, 1935
- Die Bauern vor Meißen. Ein Spiel um das Jahr 1790, 1936
- Die Geburt des Jahrtausends, 1936
- Sturmsignale. Revolutionäre Sprechchöre, 1936
- Tausend Jahre Kakeldütt. Ein lustiger Roman, 1936
- Der deutsche Dämon, 1937
- Schüsse bei Krupp. Ein Spiel aus deutscher Dämmerung, 1937
- Der Berg der Rebellen, 1937
- Die Heimat der Starken, 1938
- Der junge Hutten, 1938
- Der Tanz aus der Reihe, 1939
- Feuer über Deutschland. Eine Huttenballade, 1939
- Kamerad. Gedichte eines Soldaten, 1940
- Von der Freiheit des Kriegers, 1940
- Der Freiheit wildes Lied. Ketzereien großer Männer, 1940
- Die kriegerische Revolution. Zentralverlag der NSDAP (Franz Eher Nachf. GmbH), Berlin 1941 (Digitalisat).
- Von der Feindschaft. Deutsche Gedanken, 1941
- Vater aller Dinge. Ein Buch des Krieges, 1942
- Der Krieg des Kriegers. Gedanken im Felde, 1942